# Ветошкин, Нафанаил Васильевич
Нафанаил Васильевич Ветошкин (1900, Вологодская губерния — 1969, Москва) — советский хозяйственный, государственный и политический деятель.

## Биография
Родился в 1900 году в селе Керос Вологодской губернии. Член ВКП(б) с 1921 года.
Участник Гражданской войны. С 1922 года — на хозяйственной, общественной и политической работе. В 1922—1960 гг. — военный фельдшер в Красной Армии, заведующий Усть-Куломской сельской больницей, заведующий уездным отделом здравоохранения, затем Сторожевским райздравотделом, ординатор хирургического отделения Коми областной больницы, одновременно — директор и преподаватель Усть-Сысольского медицинского техникума, заведующий отделом здравоохранения Коми облисполкома, заведующий хирургическим отделением Коми республиканской больницы, главный хирург Коми АССР, народный комиссар здравоохранения Коми АССР, участник Великой Отечественной войны, майор медицинской службы, главный хирург Министерства внутренних дел СССР.
Избирался депутатом Верховного Совета СССР 1-го созыва.
Умер в 1969 году в Москве.